# Megalestes haui
Megalestes haui är en trollsländeart som beskrevs av Wilson och Reels 2003. Megalestes haui ingår i släktet Megalestes och familjen Synlestidae. IUCN kategoriserar arten globalt som livskraftig. Inga underarter finns listade i Catalogue of Life.